# Neomelanconium gelatosporum
Neomelanconium gelatosporum är en svampart som först beskrevs av Albrecht Wilhelm Philipp Zimmermann, och fick sitt nu gällande namn av Franz Petrak 1940. Neomelanconium gelatosporum ingår i släktet Neomelanconium, divisionen sporsäcksvampar och riket svampar.   Inga underarter finns listade i Catalogue of Life.